# كولة المصري (يريم)

تعديل مصدري - تعديل

كولة المصري محلة تابعة لقرية الخرابة، التابعة لعزلة بني عمر بمديرية يريم إحدى مديريات محافظة إب في الجمهورية اليمنية.، بلغ تعداد سكانها 37 حسب تعداد اليمن لعام 2004.